# Claus H. Henneberg
Claus H. Henneberg (* 4. Februar 1936 in Kiel; † 22. Februar 1998 in Köln) war ein deutscher Librettist und Übersetzer, Dramaturg und Opern-Intendant.

## Leben
Henneberg studierte Literatur- und Theaterwissenschaft in Köln und Berlin. Anschließend wirkte er als Regieassistent und ab 1971 als Chefdramaturg der Deutschen Oper Berlin. Zwischen 1976 und 1978 war er Generalintendant der Bühnen der Landeshauptstadt Kiel (heute Theater Kiel).
Im Jahr 1979 übernahm er die Position des künstlerischen Beraters der Oper Köln und war ab 1991 Dramaturg des Gürzenich-Orchesters. Hier initiierte er die von Antony Beaumont begründete Konzertreihe „Oper am Klavier“, die unbekannte Werke im Kontext der Dramaturgie des Kölner Spielplans vorstellte. Parallel dazu war Henneberg ab 1994 außerdem Dramaturg und Pressesprecher der Osterfestspiele Salzburg. Im Jahr 1996 wurde er Chefdramaturg an der Deutschen Oper am Rhein.
Henneberg schrieb Libretti nach Dramen und Erzähltexten. Zu seinem Werk zählen zudem über 60 Übersetzungen zumeist zeitgenössischer fremdsprachiger Opern, insbesondere aus der italienischen und englischen Sprache.

## Werke

### Libretti
- Melusine. Oper in 4 Akten (1970; nach dem gleichnamigen Stück [1920/30, UA 1956] von Yvan Goll). Musik: Aribert Reimann. UA 29. April 1971 Schwetzingen (Festspiele)
- Kinkakuji (Der goldene Pavillon). Oper in 3 Akten (1976; nach dem Roman 金閣寺 [Der Tempelbrand, 1956] von Yukio Mishima). Musik: Toshirō Mayuzumi. UA 23. Juni 1976 Berlin (Deutsche Oper)
- Fettklößchen. Opera buffa (nach der Novelle Boule de suif [1880] von Guy de Maupassant). Musik: Karl Heinz Wahren. UA 1976 Berlin (Deutsche Oper)
- Lear. Oper in 2 Teilen (1976–1978; nach King Lear [UA 1606] von William Shakespeare, deutsch von Johann Joachim Eschenburg [1777]). Musik: Aribert Reimann. UA 9. Juli 1978 München (Bayerische Staatsoper; Dirigent: Gerd Albrecht; Regie und Bühnenbild: Jean-Pierre Ponnelle; Kostüme: Pet Halmen; mit Dietrich Fischer-Dieskau [Lear])
- Enrico. Dramatische Komödie in 9 Szenen (1989–1991; nach Enrico IV [UA 1922] von Luigi Pirandello). Musik: Manfred Trojahn. UA 10. April 1991 Schwetzingen (Festspiele; Dirigent: Dennis Russell Davies, Regie und Bühnenbild: Peter Mussbach)
- Drei Schwestern. Oper in 3 Sequenzen (1996/97; nach dem gleichnamigen Stück [1900, UA 1901] von Anton Čechov). Musik: Péter Eötvös. UA 13. März 1998 Lyon (Opéra; Dirigenten: Kent Nagano und Peter Eötvös)
- Was ihr wollt. Oper in 4 Akten (1997/98; nach Twelfth Night, or What You Will [~1600] von Shakespeare). Musik: Manfred Trojahn. UA 24. Mai 1998 München (Bayerische Staatsoper; Dirigent: Michael Boder, Regie und Bühnenbild: Peter Mussbach, Kostüme: Andrea Schmidt-Futterer)
- Thomas Chatterton. Oper in 2 Teilen (1994–1998; nach dem gleichnamigen Stück [1955, UA 1956] von Hans Henny Jahnn). Musik: Matthias Pintscher. UA 25. Mai 1998 Dresden (Semperoper; Dirigent: Marc Albrecht, Regie und Bühnenbild: Marco Arturo Marelli, Kostüme: Dagmar Niefind)
- Die Sündflut. Musiktheaterstück (mit Michael Hampe; nach dem gleichnamigen Stück [UA 1924] von Ernst Barlach). Musik: Wilfried Maria Danner. UA 13. April 2002 Karlsruhe (Badisches Staatstheater; Regie: Michael Hampe; Bühnenbild und Kostüme: Henning von Gierke; Dirigent: Kazushi Ōno)
- Pascha. Kammeroper in einem Akt (Arbeitstitel Corps de Ballet) (1996; nach der Erzählung Die Choristin von Anton Tschechow) Musik: Oliver Gruhn.

### Übersetzungen

#### Dramen
- Myfanwy Piper (1911–1997): Owen Wingrave (UA 1971/73). Oper. Musik: Benjamin Britten, op. 85. Faber and Faber, London 1970 (Übersetzung mit Karl Robert Marz)
- Randolph Stow (1935–2010): Miss Donnithorne's Maggot (Miss Donnithornes Grille; UA 1974). Oper. Musik: Peter Maxwell Davies, Boosey & Hawkes, London 1977
- Fedora Bartošová (1884–1941): Osud (Schicksal; UA 1934/58). Oper. Musik: Leoš Janáček. Sikorski Verlag, Hamburg 1985
- James Kirkup (1918–2009): An actor’s revenge (Die Rache eines Schauspielers). Oper. Musik: Minoru Miki (1930–2011). Faber Music, London 1989
- Antonio Bibalo (1922–2008): Macbeth (UA 1990, DE 1994). Oper. Musik: Antonio Bibalo. Sikorski Verlag, Hamburg
- Peter Ustinov (1921–2004): Die Heirat und andere Komödien. S. Fischer Verlag, Frankfurt am Main 2002. ISBN 978-3-596-15182-0

#### Prosa
- Nicolas Nabokov: Zwei rechte Schuhe im Gepäck. Erinnerungen eines russischen Weltbürgers (Übersetzung zusammen mit Hellmut Jaesrich). Piper Verlag, München / Zürich 1975. Taschenbuchausgabe: dtv, München 1979

#### Editionen
- Hans Magnus Enzensberger / Hans Werner Henze u. a.: El Cimarrón. Ein Werkbericht. Schott Verlag, Mainz 1971 (= Edition Schott 6397)